# Рупрехт III (Насау)
Рупрехт III фон Насау „Войнствения“ (на немски: Ruprecht III von Nasau „der Streitbare“; † 1191, Палестина) от Дом Насау, е от 1160 до 1191 г. граф на Насау.

## Живот
Той е вторият син на Арнолд I фон Лауренбург († ок. 1148), граф на Лауренбург, и вероятно на Анастасия фон Арнщайн. Внук е на Дудо-Хайнрих фон Лауренбург. Баща му е по-малък брат на граф Рупрехт I фон Насау († ок. 1154).
През 1160 г. Рупрехт III става граф на Насау и управлява заедно с по-големия си брат Хайнрих I († 1167) и братовчед им Валрам I († 1198), син на Рупрехт I.
Рупрехт III е от 1172 г. фогт на манастир Шьонау и от 1182 г. фогт на Кобленц.
Той е привърженик на Хоенщауфените и придружава император Фридрих Барбароса в битките при Тускулум 1167 и при Леняно през 1176 г. Той участва през 1180/1181 г. в имперския поход против Хайнрих Лъв. През 1189 г. е императорски знаменосец в Третия кръстоносен поход (1189 – 1190). На връщане Рупрехт III умира в Светата земя през 1191 г.

## Деца
Рупрехт се жени пр. 1169 г. за Елизабет фон Лайнинген († 20 юни между 1235 и 1238), графиня на Шаумбург, дъщеря на граф Емих III фон Лайнинген (* 1127; † 1187). С нея той има две деца:
- Херман фон Насау († 16 юли пр. 1206), граф на Насау (1190 – 1192), от 1192 г. каноник в „Св. Петър“ в Майнц
- Луитгард фон Насау (* ок. 1175/1180; † пр. 1222), омъжена I. между 1197 и 1202 г. за Гебхард IV фон Кверфурт, 4. бургграф на Магдебург (* ок. 1150/1155; † сл. 21 август 1213/ пр. 1216), II. пр. 1217 г. за граф Херман V фон Вирнебург (* пр. 1209; † сл. 1254)